# 5-я Северная линия
Пя́тая Се́верная ли́ния  — улица на севере Москвы в районе Северный Северо-Восточного административного округа справа от Дмитровского шоссе в бывшем посёлке Северный, по которому и названа.

## Расположение
5-я Северная линия начинается от Северного проезда и проходит на юг параллельно Дмитровскому шоссе. Слева от неё отходит 1-я Северная линия, справа между 5-й линией и Дмитровским шоссе находится бывшее село Виноградово. Затем линия поворачивает направо, пересекает  6-ю Северную линию, не доходя до 8-й Северной линии поворачивает налево, параллельно 6-й Северной линии и оканчивается на 7-й Северной линии.